# Bartolo (Lares)
Bartolo es un barrio ubicado en el municipio de Lares en el estado libre asociado de Puerto Rico. En el Censo de 2010 tenía una población de 2035 habitantes y una densidad poblacional de 93,16 personas por km².

## Geografía
Bartolo se encuentra ubicado en las coordenadas 18°11′45″N 66°51′0″O / 18.19583, -66.85000. Según la Oficina del Censo de los Estados Unidos, Bartolo tiene una superficie total de 21.84 km², de la cual 21.36 km² corresponden a tierra firme y (2.21%) 0.48 km² es agua.

## Demografía
Según el censo de 2010, había 2035 personas residiendo en Bartolo. La densidad de población era de 93,16 hab./km². De los 2035 habitantes, Bartolo estaba compuesto por el 92.83% blancos, el 2.16% eran afroamericanos, el 0.25% eran amerindios, el 0.25% eran isleños del Pacífico, el 2.41% eran de otras razas y el 2.11% pertenecían a dos o más razas. Del total de la población el 98.82% eran hispanos o latinos de cualquier raza.